# 814 a.C.

## Eventos
- A cidade de Cartago é fundada por colonos fenícios. Esta cidade tornar-se-ia numa potência marítima no Mar Mediterrâneo.[1]